# Pleasanton (Iowa)
Pleasanton – miasto w Stanach Zjednoczonych, w stanie Iowa, w hrabstwie Decatur. W 2000 liczyło 37 mieszkańców.